# Fritz Löhner-Beda
Fritz Löhner, rozený Bedřich Löwy; též Fritz Lohner, pseudonym Beda, někdy si říkal Löhner-Beda (24. června 1883 Ústí nad Orlicí – 4. prosince 1942 koncentrační tábor Auschwitz) byl rakouský libretista, skladatel a spisovatel.

## Život
Narodil se do rodiny Davidy a Netti Löwových. V roce 1888 se rodina přestěhovala do Vídně. V roce 1896 si změnila jméno na „Löhner“. Po absolvování střední školy v Kundmanngasse vystudoval Fritz Löhner-Beda doktorát práv na vídeňské univerzitě a od roku 1908 nějakou dobu pracoval ve vídeňské advokátní kanceláři. Během studií se stal členem židovského bratrstva Kadima Vídeň. Byl vynikajícím fotbalistou a v roce 1909 zakládajícím členem a prvním prezidentem vídeňského sportovního klubu Hakoah.
V roce 1910 se stal spisovatelem na volné noze. Napsal četné satiry, skeče, básně a populární texty hitů a četné články pro noviny. Většinou publikoval pod pseudonymem "Beda". V roce 1913 se seznámil s Franzem Lehárem.
V roce 1916 napsal pro Franze Lehára.operetní libreto Der Sterngucker. V roce 1918, ve věku 34 let, byl Löhner povolán do 1. světové války. Dosáhl sice důstojnické hodnosti, ale po zkušenostech z války zůstal po celý život antimilitaristou.
Ve 20. letech 20. století se Löhner stal jedním z nejvyhledávanějších libretistů a textařů ve Vídni.
Löhner-Beda byl zatčen 13. března 1938, podle jiných zdrojů 14. března 1938, jeden nebo dva dny po připojení Rakouska k nacionálně socialistické Německé říši a s prvním „transportem celebrit“ byl v dubnu 1938 deportován do koncentračního tábora Dachau.
23. září 1938 byl deportován do koncentračního tábora Buchenwald. Tam koncem roku 1938 napsal text pro píseň Buchenwaldlied, pro kterou složil melodii skladatel Hermann Leopoldi.
Dne 7. října 1942 byl Löhner-Beda transportován do Osvětimi, kde byl na nucených pracích v továrně Buna společnosti IG Farben AG a kde byl dne 4. prosince 1942 zabit.

## Výběr z díla

### Operety
- Der fromme Silvanus (1910, Hudba: Leo Ascher, UA.: Kabarett Fledermaus, Wien)
- Rampsenit (1910, Hudba: Leo Ascher)
- Das Salonfräulein (1910, Hudba: Leo Ascher)
- Die keusche Suzanne (1910, Hudba: Leo Ascher)
- Das verdeckte Gesicht (1912, UA.: Kabarett Fledermaus, Wien)
- Entente Cordiale (1912, UA.: Kabarett Fledermaus, Wien)
- So wird's gemacht (1913, spoluautor: Robert Blum, Hudba: Richard Haller, UA: Kabarett Fledermaus, Wien)
- Der Sterngucker (1916, Hudba: Franz Lehár)
- Ich hab’ mein Herz in Heidelberg verloren (1927, spoluautor: Ernst Neubach und Bruno Hardt-Warden, Hudba: Fred Raymond)
- Friederike (1928, Hudba: Franz Lehár)
- Das Land des Lächelns, česky Země úsměvů (1929, Hudba: Franz Lehár)
- Viktoria und ihr Husar (1930 spoluautor: Alfred Grünwald, Hudba: Paul Abraham)
- Frühling im Wienerwald (1930, spoluautor: Fritz Lunzer, Hudba: Leo Ascher)
- Schön ist die Welt (1930, Hudba: Franz Lehár)
- Die Blume von Hawaii (1931 spoluautor: Alfred Grünwald, Hudba: Paul Abraham)
- Ball im Savoy (1932 spoluautor: Alfred Grünwald, Hudba: Paul Abraham)
- Rosen im Schnee (1932/33 spoluautor: Bruno Hardt-Warden, Hudba: Heinrich Strecker und Oskar Jascha)
- Die Katz` im Sack! (1933, Hudba: Michael Eisemann)
- Giuditta (1934 spoluautor: Paul Knepler, Hudba: Franz Lehár)
- Märchen im Grand-Hotel, (1934 spoluautor: Alfred Grünwald, Hudba: Paul Abraham)
- Der Prinz von Schiras, (1934 spoluautor: Ludwig Herzer, Hudba: Joseph Beer)
- Dschainah, das Mädchen aus dem Tanzhaus (1935 spoluautor: Alfred Grünwald, Hudba: Paul Abraham)
- Auf der grünen Wiese (1936 spoluautor: Hugo Wiener, Hudba: Jára Beneš)
- Polnische Hochzeit (1937 spoluautor: Alfred Grünwald, Hudba: Joseph Beer)

### Film
- Lasset die Kleinen zu mir kommen …! (Tragödie in vier Akten, Drehbuch, Regie: Max Neufeld; mit Liane Haid, Liesl Günther, Max Neufeld, Karl Ehmann, UA Wien, 20. Februar 1920)

- Sechs Mädchen suchen Nachtquartier (Drehbuch, 1928)

### Hity
- hab’ an alten Daimler (Parodie auf das Wiener Fiakerlied, Hudba: Gustav Pick)
- Leb wohl, schwarzbraunes Mägdelein (Hudba: Ralph Erwin 1922)
- Ein feiner Vogel ist der alte Pelikan! (Foxtrot, Hudba: Ralph Erwin 1923)
- Wiedersehen (Valse boston, Hudba: Ralph Erwin 1923)
- Sonne, liebe Sonne, schenk mir einen Strahl (Hudba: Ralph Erwin 1923)
- L’Origan (Double-Foxtrot, Hudba: Ralph Erwin 1924)
- Frühlingstraum (Foxtrot-Serenade, Hudba: Ralph Erwin 1923)
- Wenn ich Dich seh, da muß ich weinen (Shimmy, Hudba: Artur M. Werau 1923)
- Die Blanka, ja die Blanka (Foxtrot, Hudba: Jára Beneš 1924)
- Oh Katharina. Onestep-Schlager. Hudba: Richard Fall. 1924.
- Die große Welt (Wanderlied, Hudba: Ralph Erwin 1925)
- Im Ural fiel auf’s Eis (Russischer Foxtrot, Hudba: Ralph Erwin 1926)
- Trink und schließ die Augen zu! (Lied und Blues, Hudba: Ralph Erwin 1927)
- Du bist die Frau, von der ich träume (Lied und Tango, Hudba: Ralph Erwin 1931)
- In der Bar zum Krokodil (Onestepp; Hudba: Willy Engel-Berger; gesungen u. a. von Paul O’Montis und den Comedian Harmonists)
- Du schwarzer Zigeuner (Tango; Adapce Cikánky od Karla Vacka)
- Laila (Lied) (Tango; Hudba: Adolf Dauber, 1960 durch die Version der „Regento Stars“ bekanntgeworden.)
- Drunt’ in der Lobau (Hudba: Heinrich Strecker)
- Ausgerechnet Bananen (deutscher Text von Yes! We Have No Bananas von Frank Silver und Irving Cohn)
- Ich hab’ mein Herz in Heidelberg verloren (zusammen mit Ernst Neubach, Hudba: Fred Raymond)
- Oh, Donna Clara (Tango; Hudba: Jerzy Petersburski)
- Wo sind deine Haare, August? (Foxtrott; Hudba: Richard Fall)
- Was machst du mit dem Knie, lieber Hans? (Paso Doble; Hudba: Richard Fall)
- Dein ist mein ganzes Herz (aus Das Land des Lächelns; zitiert im gleichnamigen Rocksong von Heinz Rudolf Kunze)
- Freunde, das Leben ist lebenswert (aus Giuditta)
- Meine Lippen, sie küssen so heiß (aus Giuditta)
- Liebe Katharina, komm zu mir nach China! (Lied und Foxtrott; Hudba: Richard Fall)

### Další díla
- Getaufte und Baldgetaufte (Satiren). Wien 1908
- Israeliten und andere Antisemiten (Satiren). Huber & Lahme, Wien 1909
- Die milde Marie und andere Gemeinheiten (Satiren und Chansons). Bondy, Berlin 1910
- Neue Satiren. 1912
- Der Gerüchterstatter und anderes. Löwit-Verlag, Wien 1915
- Wie man sich trefft im Ampezzotal. Löwit-Verlag, Wien 1916
- Bomben und Granaten (Sammlung satirisch-humoristischer Gedichte). Wiener Sonn- und Montagszeitung / Steinmann, Wien 1916
- Die Muse im Negligee. Löwit-Verlag, Wien 1919
- Ecce ego! (Lieder und Gedichte). Löwit-Verlag, Wien 1920